# Siegfried Wentz
Siegfried „Siggi” Wentz (ur. 7 marca 1960 w Röthenbach bei Sankt Wolfgang) – niemiecki lekkoatleta, wieloboista, brązowy medalista olimpijski w Los Angeles (1984) w dziesięcioboju.

## Sukcesy sportowe
- trzykrotny medalista mistrzostw Republiki Federalnej Niemiec w dziesięcioboju: dwukrotnie złoty (1983, 1985) oraz srebrny (1982)[1]
- dwukrotny medalista mistrzostw Republiki Federalnej Niemiec w biegu na 110 metrów przez płotki: złoty (1986) oraz brązowy (1985)[2]

| Rok  | Miasto      | Zawody                      | Konkurencja   | Wynik         |
| ---- | ----------- | --------------------------- | ------------- | ------------- |
| 1979 | Bydgoszcz   | mistrzostwa Europy juniorów | dziesięciobój | złoty medal   |
| 1983 | Helsinki    | mistrzostwa świata          | dziesięciobój | brązowy medal |
| 1984 | Los Angeles | igrzyska olimpijskie        | dziesięciobój | brązowy medal |
| 1986 | Stuttgart   | mistrzostwa Europy          | dziesięciobój | brązowy medal |
| 1987 | Rzym        | mistrzostwa świata          | dziesięciobój | srebrny medal |
| 1987 | Zagrzeb     | uniwersjada                 | dziesięciobój | złoty medal   |
| 1987 | Götzis      | Hypo-Meeting                | dziesięciobój | 1. miejsce    |

## Rekordy życiowe
| Dystans                          | Wynik   | Miasto i data                                     |
| -------------------------------- | ------- | ------------------------------------------------- |
| dziesięciobój                    | 8762    | Filderstadt 05/06/1983                            |
| siedmiobój (hala)                | 6163    | Dortmund 15/02/1986 (rekord świata do 12/02/1989) |
| bieg na 60 m (hala)              | 7,04    | Dortmund 14/02/1986                               |
| bieg na 100 m                    | 10,60   | Gelnhausen 13/09/1987                             |
| bieg na 400 m                    | 47,38   | Filderstadt 04/06/1983                            |
| bieg na 1000 m (hala)            | 2:41,67 | Dortmund 15/02/1986                               |
| bieg na 1500 m                   | 4.19,78 | Mannheim 1982                                     |
| bieg na 60 m przez płotki (hala) | 7,90    | Dortmund 14/02/1986                               |
| bieg na 110 m przez płotki       | 13,76   | Berlin 12/07/1986                                 |
| skok wzwyż                       | 2,12    | Stuttgart 27/08/1986                              |
| skok wzwyż (hala)                | 2,03    | Dortmund 14/02/1986                               |
| skok o tyczce                    | 4,90    | Stuttgart 28/08/1986                              |
| skok o tyczce (hala)             | 4,80    | Dortmund 15/02/1986                               |
| skok w dal                       | 7,63    | Krefeld 1985                                      |
| skok w dal (hala)                | 7,45    | Dortmund 14/02/1986                               |
| pchnięcie kulą                   | 16,80   | Dillingen 1987                                    |
| pchnięcie kulą (hala)            | 15,67   | Dortmund 14/02/1986                               |
| rzut dyskiem                     | 51,90   | Ludwigshafen 1987                                 |
| rzut oszczepem                   | 65,50   | Götzis 24/05/1987                                 |
| rzut oszczepem (stary model)     | 75,08   | Helsinki 13/08/1983                               |